# Le Jeu d'échecs (Campi)
Pour les articles homonymes, voir La Partie d'échecs (homonymie).
Le Jeu d'échecs (italien : Il gioco degli scacchi) est un tableau réalisé par le peintre italien Giulio Campi.

## Caractéristiques du tableau
La toile, dont les dimensions sont de 90 × 127 cm, se trouve à Turin dans les collections du Museo civico d'arte antica dont les locaux sont installés au Palais Madame. Elle porte le no 0478/D à l'inventaire.
Le tableau date de 1530, selon la majorité des historiens d'art, et a été créé par Giulio Campi avant le tableau Madonna della Misericordia dell’Arcivescovado de Milan, qu'il a réalisé en 1534. Il existe d'autres datations du tableau. Ainsi Achille de Ragione le date de 1550, et Naomi J. Miller et Naomi Yanveh de l'année 1540.

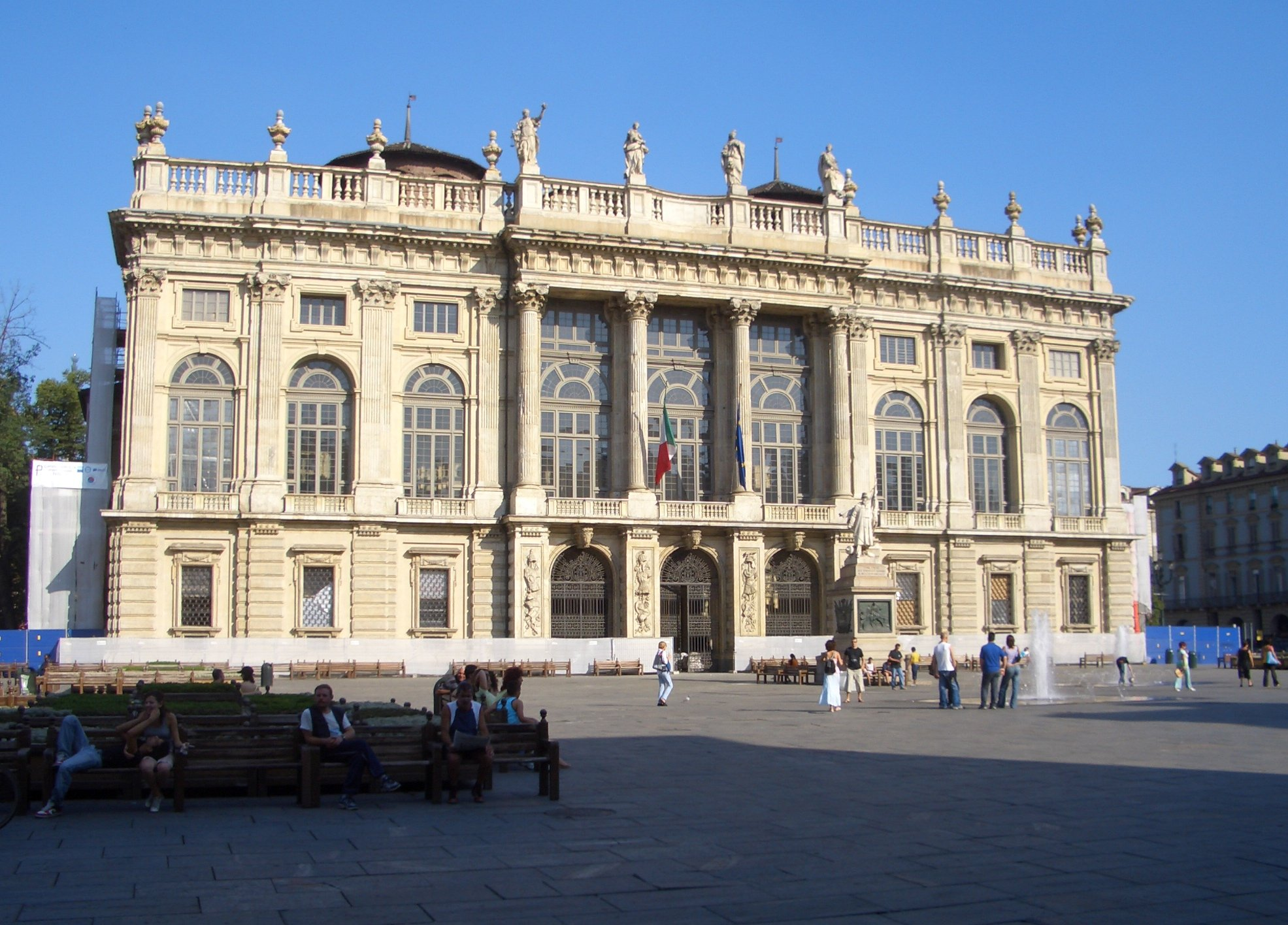
Turin - Palais Madame où est exposée la toile

Il existe une réplique de ce tableau d'une taille plus réduite (78,5 × 107,5 cm). En 2004, celui-ci a été mis aux enchères sous le nom Partie d'échecs (italien : Partita a scacchi) chez Sotheby's et vendue pour le prix de 28 800 €.

## Sujet et interprétation
En 1963, l'attention a été attirée sur ce tableau alors qu'il se trouvait encore dans la collection de Costantino Nigro à Gênes, où il était considéré comme une œuvre de la peintre de Crémone Sofonisba Anguissola. Une étude lui a été consacrée par le célèbre critique d'art italien Roberto Longhi. En la comparant au tableau Partie d'échecs dû à Sofonisba Anguissola qui est exposé au musée de Poznań, Longhi a estimé que ce tableau devait être attribué à la même peintre de Crémone et la corrélation correcte avec l'œuvre de Giulio Campi n'a été faite pour la première fois qu'en 1978 par Giovanni Godi (d) et Cyrillo Giuseppe.
Le thème du tableau est le jeu d'échecs, comme dans le tableau plus ancien de Lucas van Leyden La Partie d'échecs (1508), conservé à Berlin. Le tableau témoigne de la propagation du jeu d'échecs dans la région de Crémone qui est liée à la diffusion du poème populaire Jeu d'échecs du poète Marco Girolamo Vida. La composition utilisée par Campi est largement répandue dans la région de Vénétie, et se rapproche de celles de certaines œuvres de Dosso Dossi et Callisto Piazza. Ce dernier était bien connu à Crémone et c'est probablement chez lui que Giulio Campi a repris la représentation du dos et des épaules de la figure au premier plan du tableau Le Jeu d'échecs.

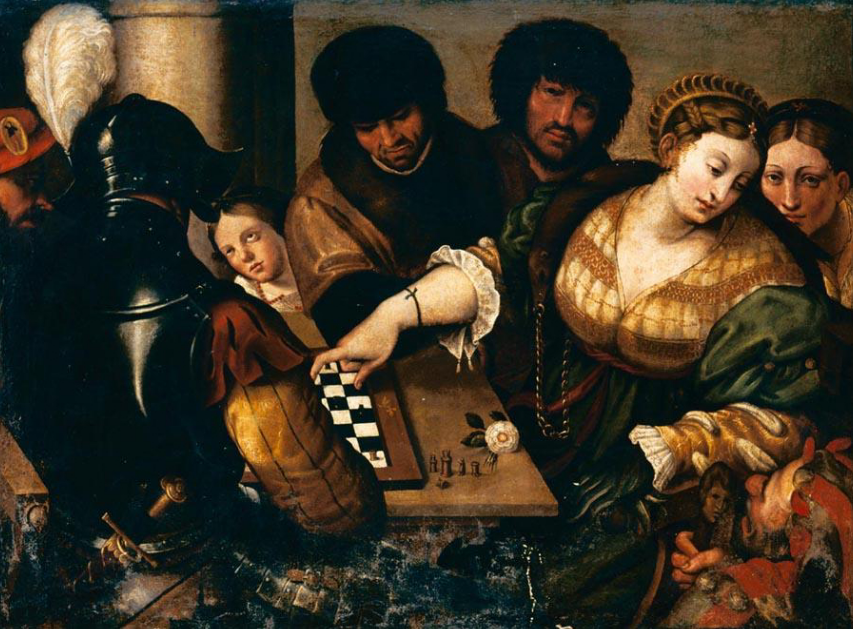
Parti d'échecs. Réplique de Le Jeu d'échecs, vendue à Londres en 2004 chez Sotheby's

Le tableau utilise le motif populaire du néoplatonisme à l'époque de la Renaissance, l'opposition entre l'Amour et la Guerre. La figure de la femme victorieuse correspond à l'image traditionnelle de la Vénus, alors que le chevalier avec son armure correspond à celle de Mars. La femme présente une poitrine abondante et des bras galbés, alors que Mars est représenté de dos, caché par une armure. Elle converse à demi-mot avec le bouffon à droite, à ses pieds, et avec la servante à l'arrière. Sans doute pour demander des conseils sur son jeu. La complicité féminine est souvent présente dans les jeux amoureux. Quant au bouffon, il symbolise l'irrationalité dans le duel amoureux entre l'homme et la femme. Une zibeline accrochée à une chaîne pend à la sangle qui soutient les seins de la femme et repose sur ses épaules. La zibeline est symbole de fertilité et est réservée aux femmes mariées. L'échiquier n'est pas visible entièrement du fait de la présence de différents éléments allégoriques. La rose posée sur la table, par exemple, est un attribut de la femme, un des ornements qui fait succomber Mars aux charmes de Vénus. Le camée épinglé sur le chapeau du personnage de gauche a comme motif Vénus chasseresse. Par contre, rien ou presque n'est dit sur le développement du jeu qui n'est qu'un prétexte, que le lieu où se déroule la scène. C'est une situation inverse de celle présentée par Sofonisba Anguissola dans sa toile Partie d'échecs, qui accorde une grande importance au jeu lui-même et à son résultat probable.

Cent ans après la création de ce tableau, Il Padovanino a capturé un duel amoureux similaire dans sa toile Mars et Vénus jouent aux échecs. 

Œuvres à personnages reprenant des motifs similaires
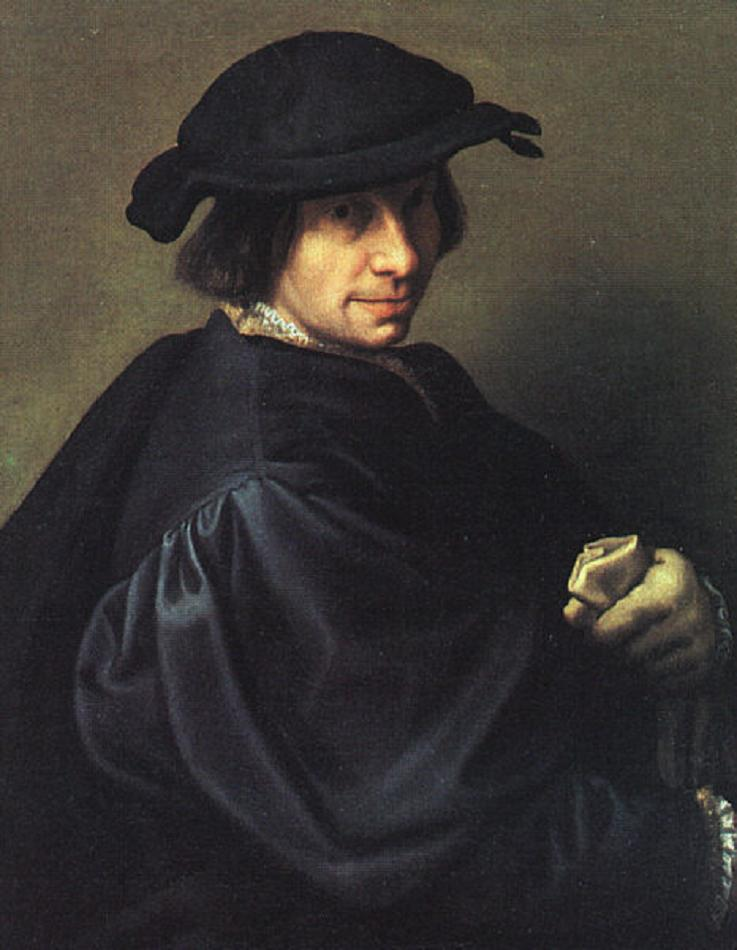
Portrait de Galeazzo Campi (Giulio Campi).
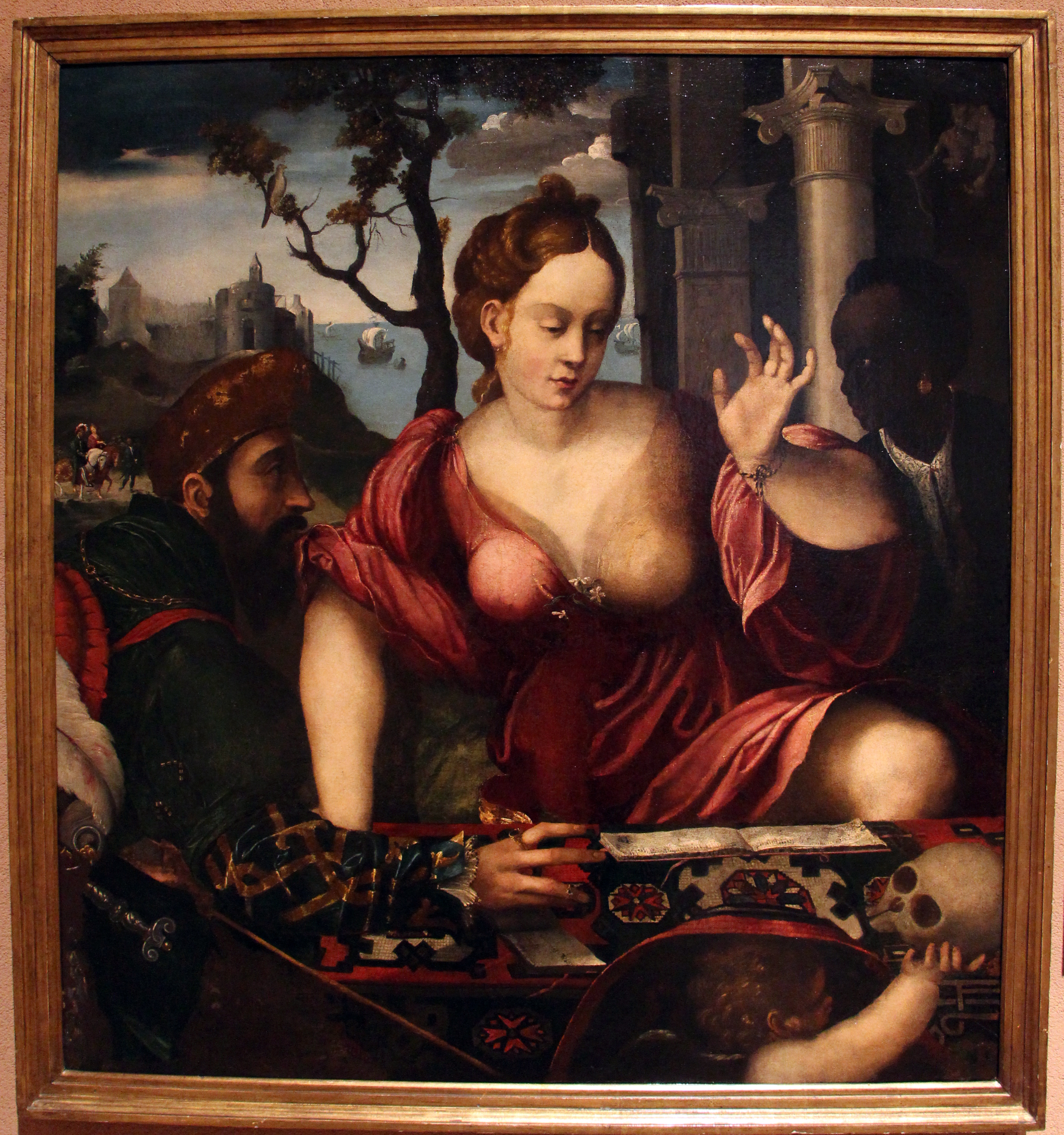
Allégorie de la Vanité (Giulio Campi).
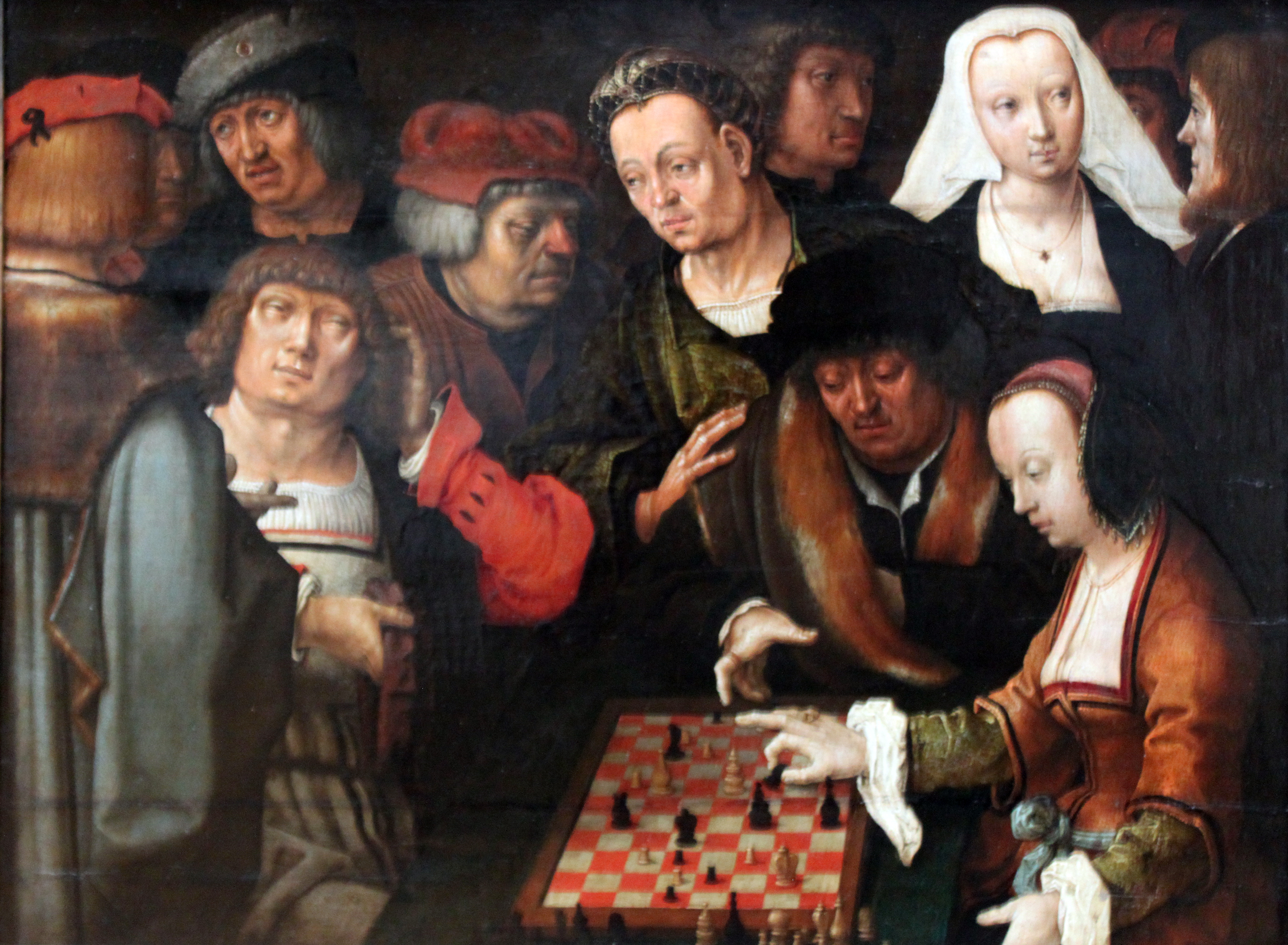
La Partie d'échecs 1508 (Lucas van Leyden).
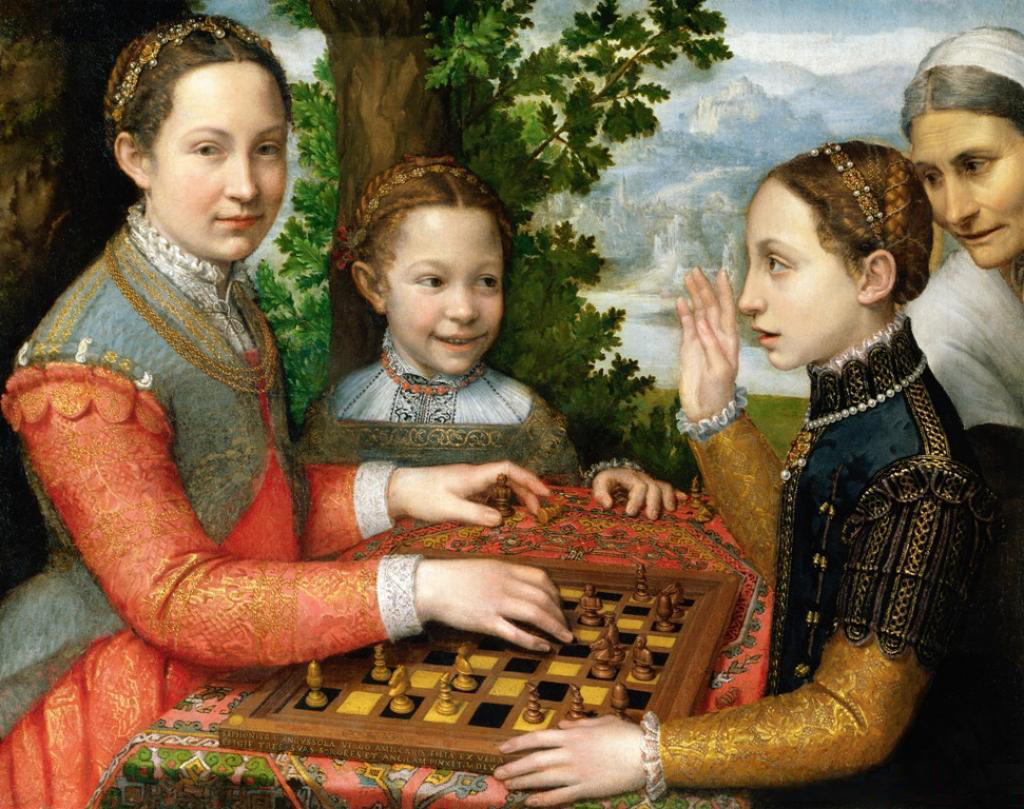
Partie d'échecs   1555 (Sofonisba Anguissola).
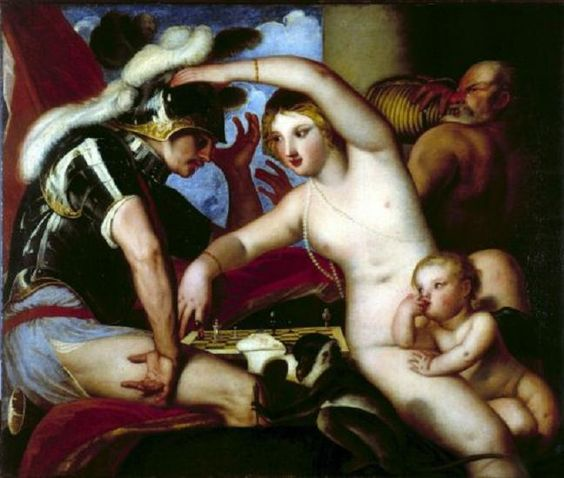
Alessandro Varotari Mars et Vénus jouent aux échecs  1630-1640 (Il Padovanino).